# 波西傑克森 (電視劇)
《波西傑克森》（英語：Percy Jackson and the Olympians），是一部美國奇幻電視劇，改編自雷克·萊爾頓的同名小説系列，由萊爾頓本人、喬納森·E·斯坦伯格和丹·肖茨（Dan Shotz）擔任執行製作人。
該劇於2023年12月20日起在Disney+播出。

## 劇情背景
希臘主神宙斯指控十二歲的半人半神波西·傑克森竊取了他的神火。

## 演員

### 主演
- 獲加·斯高貝 飾演 波西·傑克森：年輕的半人半神[3]。
- 利亞·薩瓦·杰弗里斯（Leah Sava Jeffries） 飾演 安娜貝斯·雀斯：雅典娜的女兒，已在混血營編年史訓練五年[4]。
- 雅利安·西姆哈德里（Aryan Simhadri） 飾演 格羅佛·安德伍德：波西的羊男好友 [4]。

### 常設
- 弗吉尼亞·庫爾（英语：Virginia Kull） 飾演 莎莉·傑克森：波西的母親[5]。
- 葛林·特曼（英语：Glynn Turman） 飾演 奇戎／布魯納先生：偽裝成拉丁語老師的人馬 [5]。
- 傑森·曼薩凱斯（英语：Jason Mantzoukas） 飾演 戴歐尼修斯：混血營的活動主任[5]。
- 梅甘·馬拉利 飾演 阿勒卡托／道斯老師：波西的數學老師，實為復仇女神之一[5]。
- 蒂姆·夏普（英语：Timm Sharp） 飾演 蓋柏·烏利亞諾：莎莉的丈夫、波西的繼父[5]。
- 迪奧·古德莊（Dior Goodjohn） 飾演 克蕾莎·拉魯：阿瑞斯之女，時常欺凌波西[6]。
- 查爾斯·布希內爾（Charlie Bushnell） 飾演 路克·凱司特倫：荷米斯與凡人的混血兒子，波西的劍術教練[6]。
- 亞當·科普蘭 飾演 阿瑞斯：自傲且喜好戰亂的戰神[7]。

### 客串
- 奧利維亞·莫頓（Olivea Morton）飾演 南希·博菲特（英语：Nancy Bobofit）：波西班上的惡霸，與波西不和[6]。
- 蘇珊·克萊爾（英语：Suzanne Cryer） 飾演 艾奇娜：半人半蛇的女性怪物[7]。
- 潔西卡·帕克‧甘迺迪（英语：Jessica Parker Kennedy） 飾演 梅杜莎／米耶阿姨：住在廢墟的蛇髮女怪[7]。
- 林-曼努爾·米蘭達 飾演 荷米斯：奧林帕斯的信使[8]。
- 傑·杜普拉斯 飾演 黑帝斯：掌管整個冥界的三大神之一[9]。
- 提摩西·歐蒙德森 飾演 赫菲斯托斯：工藝之神[9]。
- 蘭斯·雷迪克 飾演 宙斯：希臘的天帝，掌管整個奧林帕斯，其力量來源神火在故事中被竊取[10]。雷迪克於2023年3月離世，該作將會是其出演的最後一部電視劇[11]。
- 托比·斯蒂芬斯 飾演 波塞頓：希臘的海神，波西的親生父親[10]。
- 傑森·格雷-史丹佛 飾演 馬戎：羊男長老[12]。

## 集數
該劇的試播集將會由雷克·萊爾頓和喬納森·E·斯坦伯格編劇，詹姆斯·博賓執導。安德斯·恩斯特倫（Anders Engström）將會執導第三和第四集，傑特·威爾金森（Jet Wilkinson）將會執導第五和第六集。

## 製作

### 開發
2018年11月，雷克·萊爾頓在網誌上指若他再度翻拍《波西傑克森》，仍可能會跟以往21世紀福斯製作《波西傑克森》電影系列時的情況一樣，在創作上不會有太多的話語權，因此暫無翻拍該作的打算。2019年12月，萊爾頓在迪士尼收購21世紀福斯後私下與迪士尼洽談，希望能將《波西傑克森》再度搬上銀幕，並在2020年5月正式對外宣佈該作將會改編成Disney+電視劇，第一季將會是環繞原著小說系列第一部《神火之賊》的故事展開。萊爾頓於2021年3月指他正在挑選主演和導演人選。2021年7月，喬納森·E·斯坦伯格和丹·肖茨（Dan Shotz）宣佈出任節目統籌，詹姆斯·博賓亦於同年10月宣佈將會執導試播集。
該劇在2022年1月獲開綠燈，由迪士尼品牌電視、第二十電視公司和Gotham Group製作，斯坦伯格、肖茨、博賓和萊爾頓將會與莉貝卡·萊爾頓（Rebecca Riordan）、伯特·薩爾克（Bert Salke）、莫妮卡·奧烏蘇-布林、吉姆·羅（Jim Rowe）、艾倫·戈德史密斯-維因、傑里米·貝爾（Jeremy Bell）和D·J·戈德堡（D. J. Goldberg）一同出任執行製作人。安德斯·恩斯特倫（Anders Engström）和傑特·威爾金森（Jet Wilkinson）亦在同年9月的D23博覽會上宣佈將會參與該作的執行製作工作。同月，萊爾頓宣佈恩斯特倫和威爾金森將會執導部份集數。

### 劇本
該劇的試播集初稿於2021年3月送交迪士尼審查，並在同年4月宣佈斯坦伯格將會與萊爾頓一同擔任試播集的編劇和執行製片人，而莫妮卡·奧烏蘇-布林、達芙妮·奥利芙（Daphne Olive）、斯圖爾特·斯特蘭伯格（Stewart Strandberg）、佐伊·尼瑞（Zoë Neary）、喬·特拉奇（Joe Tracz）和澤維爾·斯蒂爾斯（Xavier Stiles）將會出任後續集數的編劇。該劇將會以一書一季的形式改編原著小説系列，第一季將會改編自《神火之賊》。此外，萊爾頓和斯坦伯格為該劇製作了策劃書，並已着手規劃未來季數的劇情。

### 選角
首輪試鏡於2021年4月舉行。獲加·斯高貝於2022年1月獲選飾演主角波西·傑克森，並於同年4月對外宣佈。同年5月，利亞·薩瓦·杰弗里斯（Leah Sava Jeffries）和雅利安·西姆哈德里（Aryan Simhadri）宣佈分別出現波西的兩位摯友安娜貝斯·雀斯和格羅佛·安德伍德。由於安娜貝斯在原著小説中並非黑人，但飾演者杰弗里斯為非裔美國人，因此在網上引來不少非議。萊爾頓隨後撰文反駁，指這些批評都是因種族主義而產生的副產品。同年6月，弗吉尼亞·庫爾、葛林·特曼、傑森·曼薩凱斯、梅甘·馬拉利和蒂姆·夏普宣佈加盟劇組，分別出演莎莉·傑克森、奇戎、戴歐尼修斯、阿勒卡托和蓋柏·烏利亞諾。同月，迪奧·古德莊（Dior Goodjohn）和查爾斯·布希內爾（Charlie Bushnell）宣佈加入演員陣容，分別出演克蕾莎·拉魯和路克·凱司特倫，而奧利維亞·莫頓（Olivea Morton）將會客串飾演南希·博菲特。亞當·科普蘭於10月宣佈出演了反派阿瑞斯，而蘇珊·克萊爾和潔西卡·帕克‧甘迺迪將飾演艾奇娜和梅杜莎。11月，林-曼努爾·米蘭達、傑·杜普拉斯和提摩西·歐蒙德森宣佈客串出演荷米斯、黑帝斯和赫菲斯托斯。2023年1月，蘭斯·雷迪克和托比·斯蒂芬斯宣佈出演宙斯和波塞頓。

### 拍攝
該作的主體拍攝工作於2022年6月2日在加拿大不列顛哥倫比亞省溫哥華展開，暫定名稱為《貂皮金》（Mink Golden），並在2023年2月3日煞科。該劇的佈景運用了由光影魔幻工業提供的StageCraft特效技術。

## 市場營銷
該劇的前導預告在2022年9月的迪士尼D23博覽會上首播。《Nerdist》的羅騰·魯薩克（Rotem Rusak）指預告片忠實還原了《神火之賊》的開場白；而《Collider》的肯德爾·邁爾斯（Kendall Myers）則指從預告反映的故事氣氛比較嚴肅，並在視覺效果上運用了深色調。

## 發行
2022年7月，萊爾頓稱該劇有可能會在2024年初發行，首季共有八集，將會在串流平台Disney+上播映，並在同年9月定檔。2023年8月，該劇改為於同年12月20日首播，首播两集，每周一集。

## 外部連結
- 在Disney+上觀看《波西傑克森》
- 互联网电影数据库（IMDb）上《波西傑克森》的资料（英文）